# Đội tuyển bóng đá quốc gia Việt Nam Cộng hòa 1966–1970
Lịch và kết quả thi đấu của đội tuyển bóng đá quốc gia Việt Nam Cộng hoà trong giai đoạn từ 1966 đến 1970.
VL: vòng loại
| Ngày                | Địa điểm  | Đối thủ   | Tỷ số | Giải                       | Cầu thủ Việt Nam ghi bàn | Chi tiết |
| ------------------- | --------- | --------- | ----- | -------------------------- | ------------------------ | -------- |
| 13 tháng 8 năm 1966 | Malaysia  | Malaysia  | 2-5   | Giải bóng đá Merdeka       |                          |          |
| 16 tháng 8, 1966    | Malaysia  | Singapore | 2-1   | Giải bóng đá Merdeka       |                          |          |
| 18 tháng 8, 1966    | Malaysia  | Nhật Bản  | 2-0   | Giải bóng đá Merdeka       |                          |          |
| 21 tháng 8, 1966    | Malaysia  | Đài Loan  | 3-0   | Giải bóng đá Merdeka       |                          |          |
| 23 tháng 8, 1966    | Malaysia  | Ấn Độ     | 0-1   | Giải bóng đá Merdeka       |                          |          |
| 28 tháng 8, 1966    | Malaysia  | Miến Điện | 1-0   | Giải bóng đá Merdeka       |                          |          |
| 1 tháng 11, 1966    | Sài Gòn   | Malaysia  | 3-2   | Giao hữu                   |                          |          |
| 5 tháng 11, 1966    | Sài Gòn   | Thái Lan  | 4-1   | Giao hữu                   |                          |          |
| 9 tháng 12, 1966    | Thái Lan  | Indonesia | 0-0   | Đại hội Thể thao châu Á    |                          |          |
| 10 tháng 12, 1966   | Thái Lan  | Hồng Kông | 2-1   | Đại hội Thể thao châu Á    |                          |          |
| 11 tháng 12, 1966   | Thái Lan  | Singapore | 0-5   | Đại hội Thể thao châu Á    |                          |          |
| 29 tháng 7 năm 1967 | Hồng Kông | Thái Lan  | 1-0   | VL Cúp bóng đá châu Á 1968 |                          |          |
| 31 tháng 7, 1967    | Hồng Kông | Hồng Kông | 0-2   | VL Cúp bóng đá châu Á 1968 |                          |          |
| 3 tháng 8, 1967     | Hồng Kông | Singapore | 3-0   | VL Cúp bóng đá châu Á 1968 |                          |          |
| 7 tháng 8, 1967     | Hồng Kông | Malaysia  | 0-2   | VL Cúp bóng đá châu Á 1968 |                          |          |
| 10 tháng 8, 1967    | Malaysia  | Ấn Độ     | 1-0   | Giải bóng đá Merdeka       |                          |          |
| 12 tháng 8, 1967    | Malaysia  | Hồng Kông | 5-0   | Giải bóng đá Merdeka       |                          |          |
| 15 tháng 8, 1967    | Malaysia  | Thái Lan  | 5-2   | Giải bóng đá Merdeka       |                          |          |
| 17 tháng 8, 1967    | Malaysia  | Malaysia  | 1-1   | Giải bóng đá Merdeka       |                          |          |
| 23 tháng 8, 1967    | Malaysia  | Miến Điện | 0-3   | Giải bóng đá Merdeka       |                          |          |
| 25 tháng 8, 1967    | Malaysia  | Malaysia  | 2-1   | Giải bóng đá Merdeka       |                          |          |
| 10 tháng 8 năm 1968 | Malaysia  | Miến Điện | 0-3   | Giải bóng đá Merdeka       |                          |          |
| 12 tháng 8, 1968    | Malaysia  | Ấn Độ     | 2-3   | Giải bóng đá Merdeka       |                          |          |
| 14 tháng 8, 1968    | Malaysia  | Malaysia  | 0-4   | Giải bóng đá Merdeka       |                          |          |
| 16 tháng 8, 1968    | Malaysia  | Hồng Kông | 3-1   | Giải bóng đá Merdeka       |                          |          |
| 17 tháng 8, 1968    | Malaysia  | Thái Lan  | 3-2   | Giải bóng đá Merdeka       |                          |          |
| 31 tháng 7 năm 1970 | Malaysia  | Ấn Độ     | 1-2   | Giải bóng đá Merdeka       |                          |          |
| 2 tháng 8, 1970     | Malaysia  | Malaysia  | 0-0   | Giải bóng đá Merdeka       |                          |          |
| 4 tháng 8, 1970     | Malaysia  | Miến Điện | 2-4   | Giải bóng đá Merdeka       |                          |          |
| 7 tháng 8, 1970     | Malaysia  | Đài Loan  | 1-2   | Giải bóng đá Merdeka       |                          |          |
| 10 tháng 8, 1970    | Malaysia  | Singapore | 4-0   | Giải bóng đá Merdeka       |                          |          |